# Baker (Montana)
Pour les articles homonymes, voir Baker.
La ville de Baker est le siège du comté de Fallon, dans l’État du Montana, aux États-Unis. Sa population s’élevait à 1 741 habitants lors du recensement de 2010, estimée à 1 935 habitants en 2017.

## Histoire
La ville a été nommée en hommage à A. G. Baker, ingénieur de la Chicago, Milwaukee, St. Paul and Pacific Railroad. Elle s’est brièvement appelée Lorraine avant d’adopter son nom actuel en 1908.

## Économie
La ville, traversée par deux oléoducs, est située sur l'itinéraire projeté puis abandonné du pipeline Keystone XL, qu'elle devait alimenter en hydrocarbures issus de la formation de Bakken, riche en gisements pétrolifères.